# Grant karibu
A Grant karibu (Rangifer tarandus granti) az emlősök (Mammalia) osztályának párosujjú patások (Artiodactyla) rendjébe, ezen belül a szarvasfélék (Cervidae) családjába tartozó rénszarvas (Rangifer tarandus) egyik észak-amerikai alfaja. Egyes rendszerezők azonosnak tartják a hegyi karibuval (Rangifer tarandus groenlandicus).

## Előfordulása
A Grant karibu előfordulási területe elsősorban Alaszka, de a határ menti Kanadában is megtalálható. A legnagyobb állománya a Porcupine folyómentén mozog; ez körülbelül 2010-ben 169 ezer egyedet számlált. Ezek az állatok akár 2400 kilométeres távot is megtesznek egy év alatt. A Grant karibu a Beaufort-tengerhez vándorol elleni.
1989-ben 178 ezer ilyen karibu létezett, 2001-re ez a szám 123 ezerre csökkent; azonban az állomány újból növekedni kezdett. Az ottani őslakósok és más emberek számára is fontos táplálékforrásnak számítanak.

## Életmódja
A tundrán növő zuzmókkal és perjefélékkel táplálkozik.

## Képek

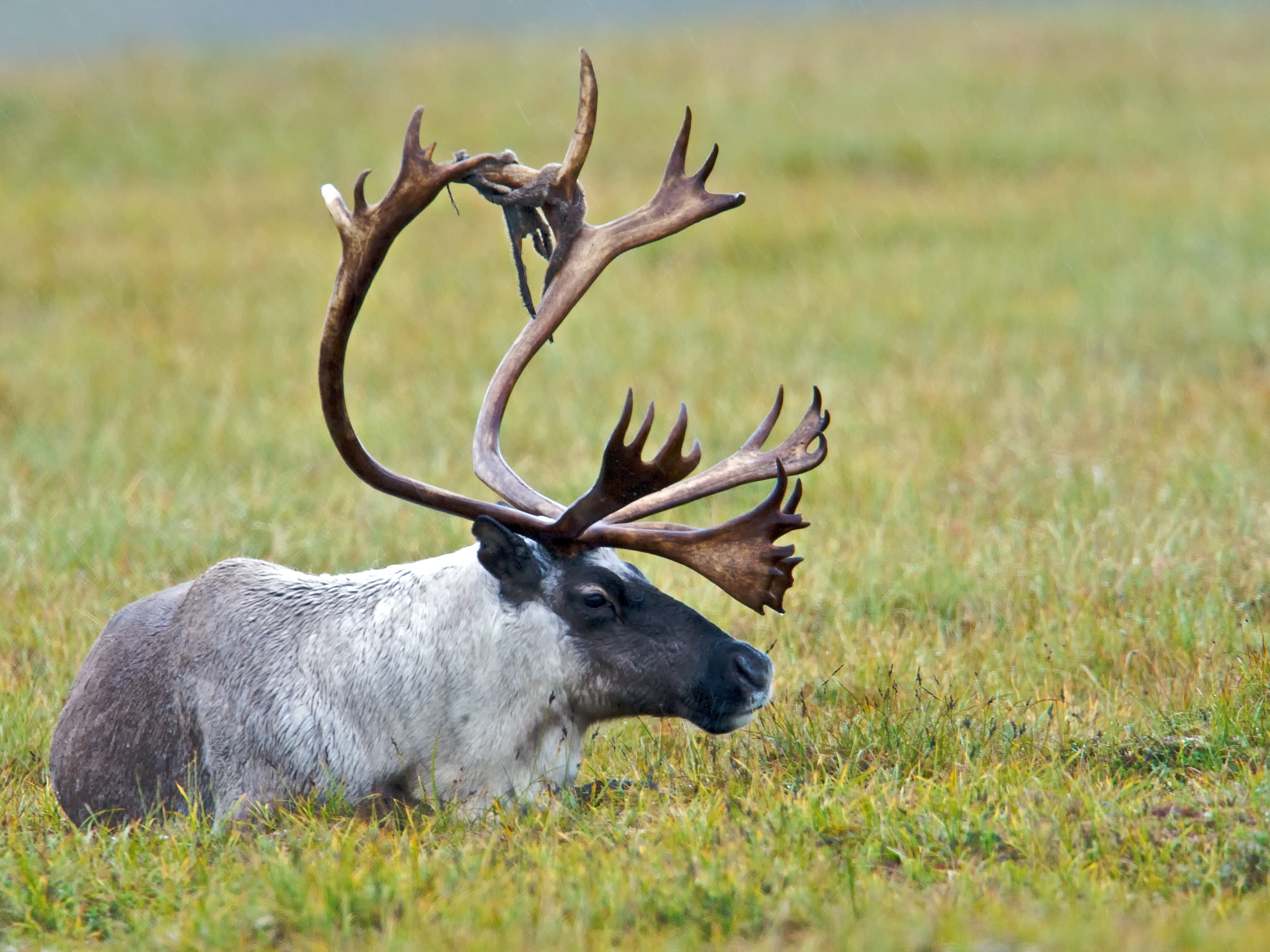
Kifejlett bika
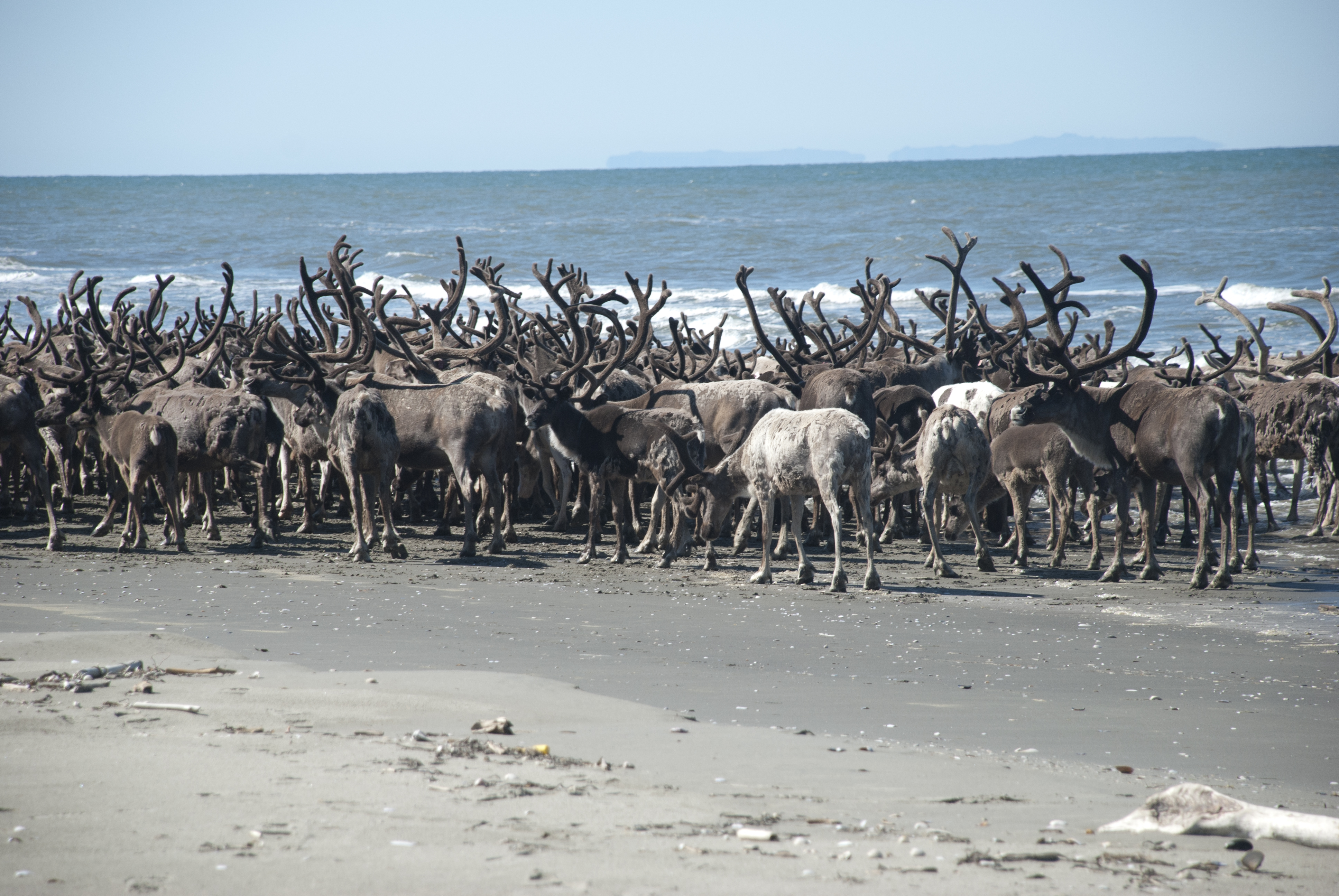
Csorda a tengerparton
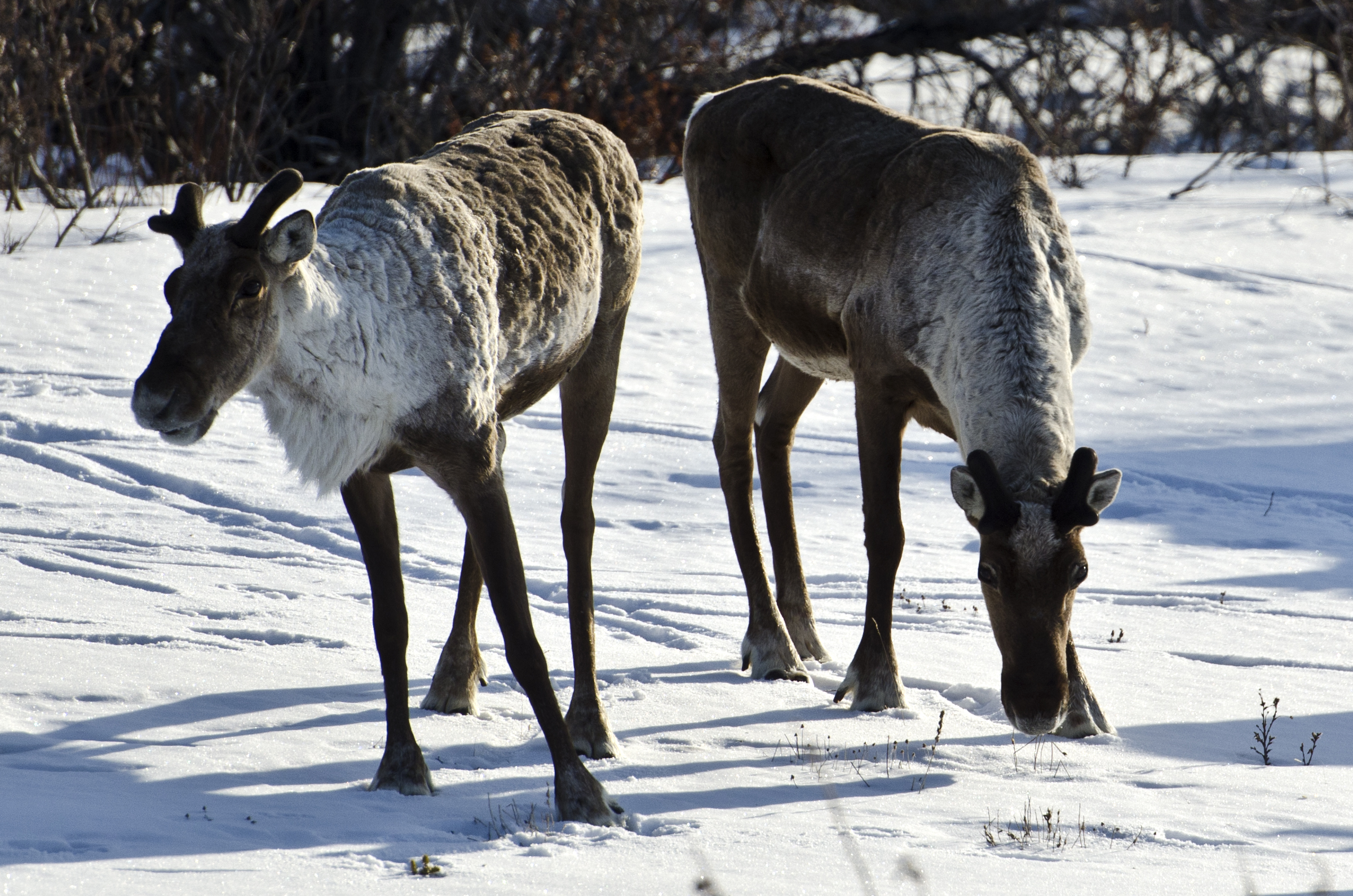
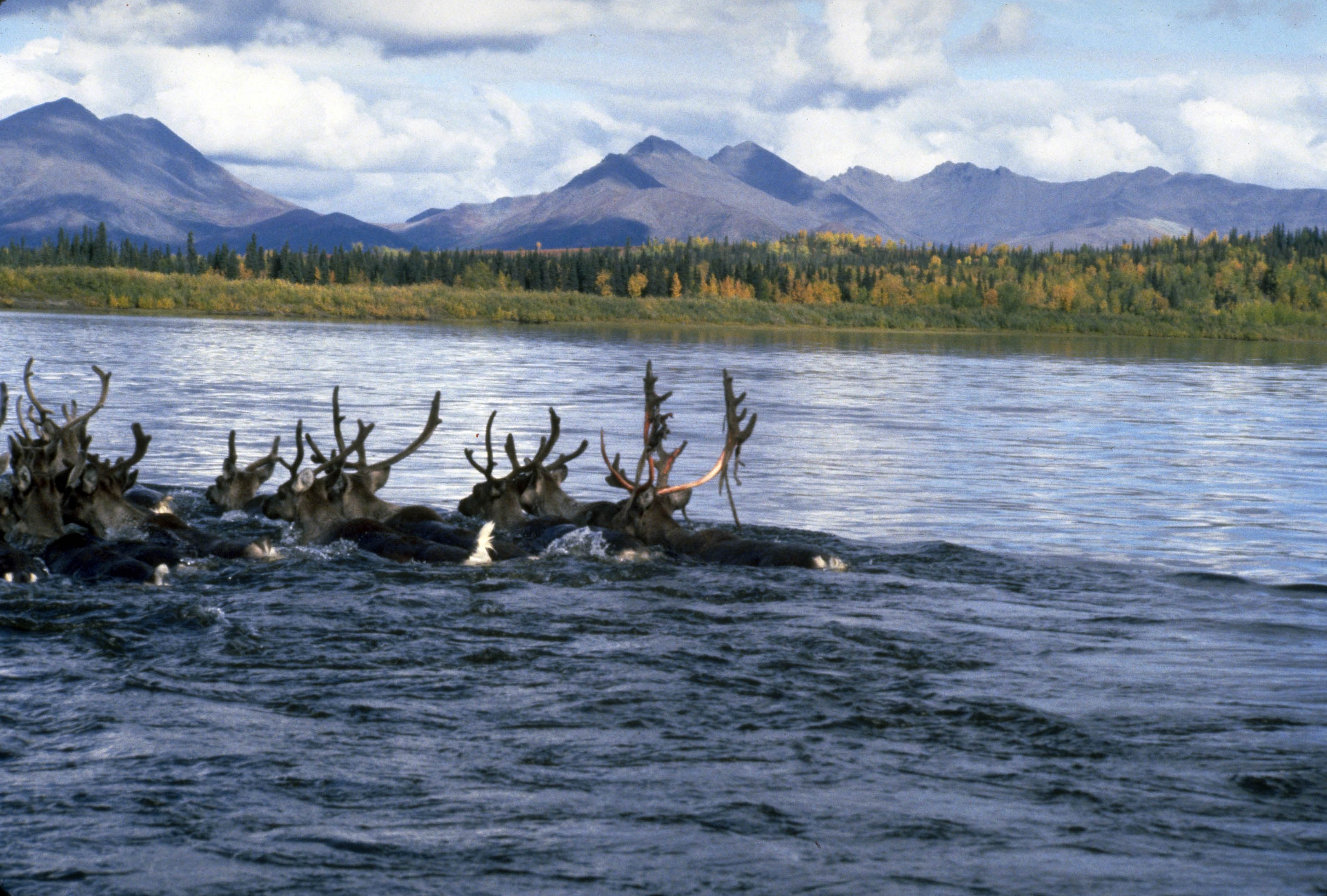
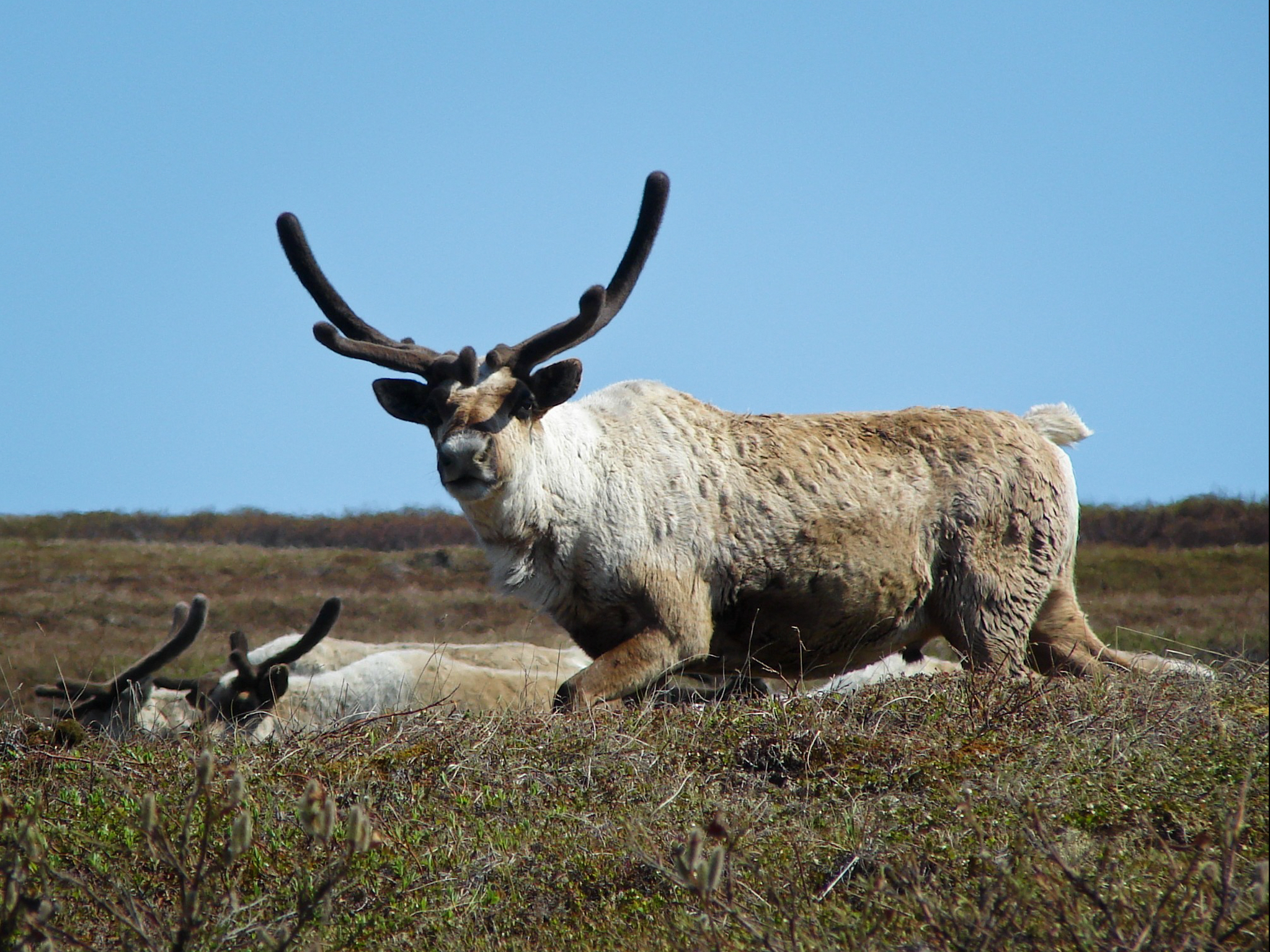

## Fordítás
- Ez a szócikk részben vagy egészben  a   Porcupine caribou című angol Wikipédia-szócikk ezen változatának fordításán alapul.  Az eredeti cikk szerkesztőit annak laptörténete sorolja fel. Ez a jelzés csupán a megfogalmazás eredetét és a szerzői jogokat jelzi, nem szolgál a cikkben szereplő információk forrásmegjelöléseként.